# 普特卡科查湖 (堯利)
11°50′41″S 76°02′40″W / 11.84472°S 76.04444°W
普特卡科查湖（Putkaqucha），是秘魯的湖泊，位於該國中部胡寧大區，處於普特卡山以南，該湖泊屬於安第斯山脈的帕里亞卡卡山脈地區。